# 半环长逍遥蛛
半环长逍遥蛛（学名：Tibellus semiannularis）为逍遥蛛科长逍遥蛛属的动物。在中国大陆，分布于广州、海南、四川等地，一般生活于稻田。